# (10864) Yamagatashi
(10864) Yamagatashi est un astéroïde de la ceinture principale.

## Description
(10864) Yamagatashi est un astéroïde de la ceinture principale. Il fut découvert le 31 août 1995 à Nanyo par Tomimaru Okuni. Il présente une orbite caractérisée par un demi-grand axe de 3,17 UA, une excentricité de 0,13 et une inclinaison de 12,4° par rapport à l'écliptique.

## Compléments